# Hanabie.
Hanabie. (花冷え。, stylisé : HANABIE.) est un groupe japonais de metalcore de Tokyo, formé en 2015. Le groupe est composé de la chanteuse Yukina, de la guitariste Matsuri, de la bassiste Hettsu et de la batteuse Chika. Elles sont connues pour combiner une musique forte et lourde avec une esthétique contrastée de Harajuku dans un style autoproclamé de « Harajuku-core ». Leurs chansons incorporent des éléments de metalcore, de punk hardcore et de nu metal, avec un mélange de hip hop et d'électro.

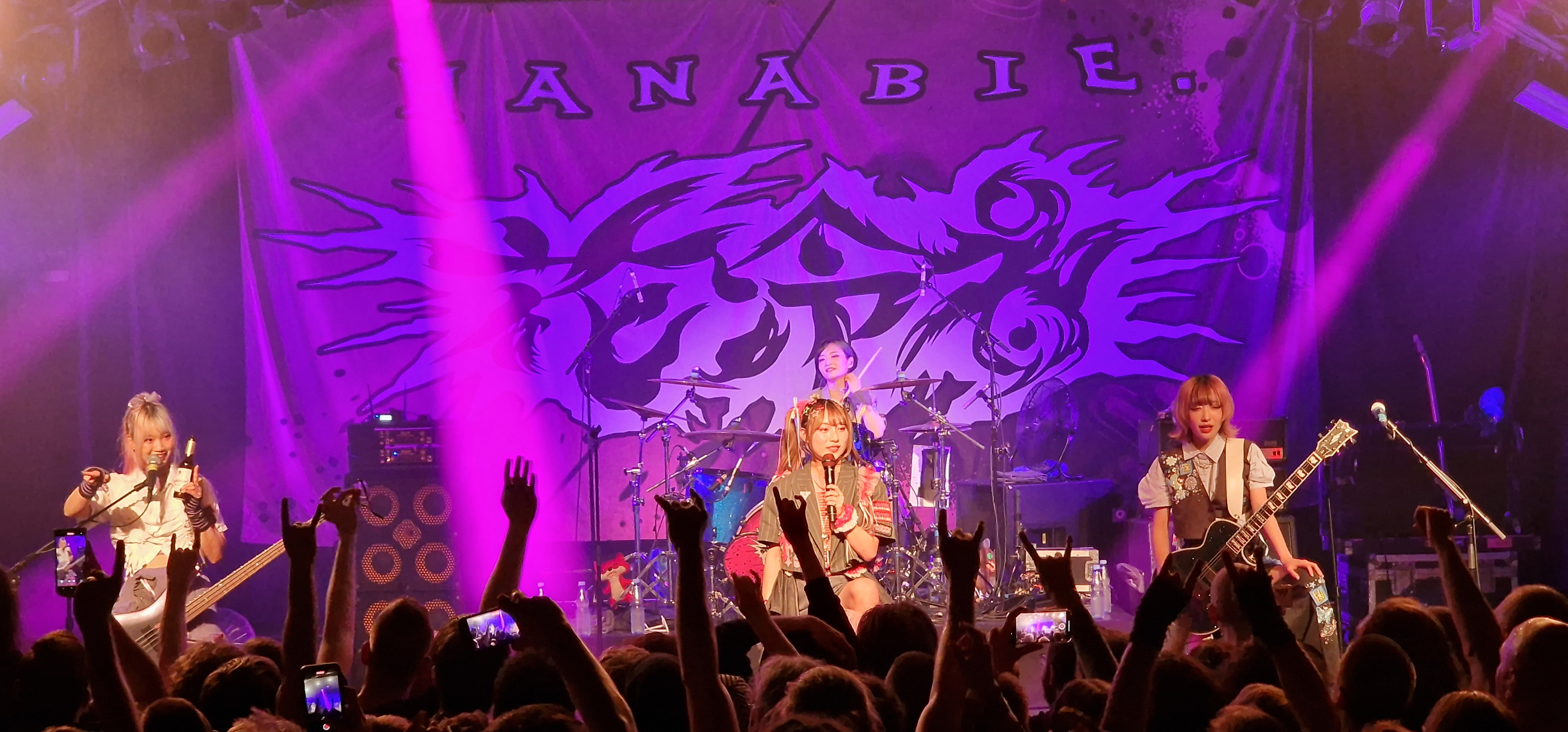
Hanabie en concert à Hambourg, le 4 juillet 2024

Le groupe a été formé par quatre amies du lycée en raison de leur admiration commune pour Maximum the Hormone, dans le cadre des activités de leur club de musique légère. Initialement groupe de reprises, elles se sont rapidement tournées vers l'écriture de musique originale, autoproduisant leur premier single en 2016. Après une période en tant que groupe indépendant, au cours de laquelle ils ont sorti un album et un EP, ils ont été signés par Epic Records Japan, une filiale de Sony Music Japan en 2023. La même année, leur deuxième album Reborn Superstar! est sorti, se classant 24e dans les charts hebdomadaires des albums de Billboard Japan. Le succès de l'album lui a valu une reconnaissance internationale et des apparitions dans divers festivals de musique en dehors du Japon,.